# Cachoeira do Arari
Cachoeira do Arari là một đô thị thuộc bang Pará, Brasil. Đô thị này có diện tích 3102,08 km², dân số năm 2007 là 17658 người, mật độ 5,7 người/km².